# Mannschaftsaufstellungen der Schacholympiade 1933
Die Tabellen nennen die Aufstellung der Mannschaften bei der Schacholympiade 1933 in Folkestone. Die 15 teilnehmenden Mannschaften spielten ein vollrundiges Turnier mit je einem Spiel gegen jede andere Mannschaft. Zu jedem Team gehörten vier Stamm- und maximal ein Ersatzspieler. Zu jeder Mannschaft sind die gewonnenen, unentschiedenen und verlorenen Wettkämpfe sowie die Punktzahlen genannt. Dann folgen zu jedem Spieler seine persönlichen Ergebnisse. Für die Platzierung der Mannschaften waren die Brettpunkte vorrangig.

## Mannschaften

### 1. USA
| Platz | Land               | G  | R | V | Brettp. | Mannschaftsp. |
| ----- | ------------------ | -- | - | - | ------- | ------------- |
| 1     | Vereinigte Staaten | 11 | 1 | 2 | 39      | 23            |
| Brett | Spieler            | G  | R | V | Punkte  | Partien       |
| 1     | Isaac Kashdan      | 07 | 6 | 1 | 10      | 14            |
| 2     | Frank Marshall     | 04 | 6 | 0 | 7       | 10            |
| 3     | Reuben Fine        | 06 | 6 | 1 | 9       | 13            |
| 4     | Arthur Dake        | 09 | 2 | 2 | 10      | 13            |
| R     | Albert Simonson    | 02 | 2 | 2 | 3       | 6             |

### 2. Tschechoslowakei
| Platz | Land             | G  | R | V | Brettp. | Mannschaftsp. |
| ----- | ---------------- | -- | - | - | ------- | ------------- |
| 2     | Tschechoslowakei | 10 | 2 | 2 | 37,5    | 22            |
| Brett | Spieler          | G  | R | V | Punkte  | Partien       |
| 1     | Salo Flohr       | 06 | 6 | 2 | 9       | 14            |
| 2     | Karel Treybal    | 04 | 5 | 3 | 6,5     | 12            |
| 3     | Josef Rejfíř     | 04 | 7 | 1 | 7,5     | 12            |
| 4     | Karel Opočenský  | 10 | 3 | 0 | 11,5    | 13            |
| R     | Karel Skalička   | 03 | 0 | 2 | 3       | 5             |

### 3. Schweden
| Platz | Land                     | G | R | V | Brettp. | Mannschaftsp. |
| ----- | ------------------------ | - | - | - | ------- | ------------- |
| 3     | Schweden                 | 9 | 2 | 3 | 34      | 20            |
| Brett | Spieler                  | G | R | V | Punkte  | Partien       |
| 1     | Gideon Ståhlberg         | 3 | 9 | 2 | 7,5     | 14            |
| 2     | Gösta Stoltz             | 5 | 6 | 3 | 8       | 14            |
| 3     | Erik Lundin              | 7 | 6 | 1 | 10      | 14            |
| 4     | Karl Berndtsson-Kullberg | 6 | 5 | 3 | 8,5     | 14            |

### 4. Polen
| Platz | Land                | G | R | V | Brettp. | Mannschaftsp. |
| ----- | ------------------- | - | - | - | ------- | ------------- |
| 4     | Polen               | 8 | 4 | 2 | 34      | 20            |
| Brett | Spieler             | G | R | V | Punkte  | Partien       |
| 1     | Savielly Tartakower | 6 | 6 | 2 | 9       | 14            |
| 2     | Paulino Frydman     | 4 | 7 | 1 | 7,5     | 12            |
| 3     | Teodor Regedziński  | 2 | 4 | 1 | 4       | 7             |
| 4     | Izaak Appel         | 4 | 4 | 2 | 6       | 10            |
| R     | Kazimierz Makarczyk | 4 | 7 | 2 | 7,5     | 13            |

### 5. Ungarn
| Platz | Land             | G | R | V | Brettp. | Mannschaftsp. |
| ----- | ---------------- | - | - | - | ------- | ------------- |
| 5     | Ungarn           | 8 | 2 | 4 | 34      | 18            |
| Brett | Spieler          | G | R | V | Punkte  | Partien       |
| 1     | Géza Maróczy     | 1 | 3 | 2 | 2,5     | 6             |
| 2     | Lajos Steiner    | 5 | 5 | 4 | 7,5     | 14            |
| 3     | Árpád Vajda      | 4 | 4 | 3 | 6       | 11            |
| 4     | Kornél Havasi    | 5 | 6 | 1 | 8       | 12            |
| R     | Andor Lilienthal | 7 | 6 | 0 | 10      | 13            |

### 6. Österreich
| Platz | Land            | G | R | V | Brettp. | Mannschaftsp. |
| ----- | --------------- | - | - | - | ------- | ------------- |
| 6     | Österreich      | 9 | 3 | 2 | 33,5    | 21            |
| Brett | Spieler         | G | R | V | Punkte  | Partien       |
| 1     | Ernst Grünfeld  | 2 | 9 | 1 | 6,5     | 12            |
| 2     | Erich Eliskases | 4 | 8 | 1 | 8       | 13            |
| 3     | Eduard Glass    | 6 | 5 | 3 | 8,5     | 14            |
| 4     | Hans Müller     | 6 | 6 | 1 | 9       | 13            |
| R     | Fritz Igel      | 1 | 1 | 2 | 1,5     | 4             |

### 7. Litauen
| Platz | Land                   | G | R | V | Brettp. | Mannschaftsp. |
| ----- | ---------------------- | - | - | - | ------- | ------------- |
| 7     | Litauen                | 7 | 4 | 3 | 30,5    | 18            |
| Brett | Spieler                | G | R | V | Punkte  | Partien       |
| 1     | Vladas Mikėnas         | 5 | 6 | 3 | 8       | 14            |
| 2     | Povilas Vaitonis       | 5 | 2 | 5 | 6       | 12            |
| 3     | Isakas Vistaneckis     | 4 | 6 | 3 | 7       | 13            |
| 4     | Markas Luckis          | 3 | 1 | 4 | 3,5     | 8             |
| R     | Leonardas Abramavičius | 5 | 2 | 2 | 6       | 9             |

### 8. Frankreich
| Platz | Land                   | G | R | V | Brettp. | Mannschaftsp. |
| ----- | ---------------------- | - | - | - | ------- | ------------- |
| 8     | Frankreich             | 7 | 0 | 7 | 28      | 14            |
| Brett | Spieler                | G | R | V | Punkte  | Partien       |
| 1     | Alexander Aljechin     | 8 | 3 | 1 | 9,5     | 12            |
| 2     | Louis Betbeder Matibet | 6 | 4 | 2 | 8       | 12            |
| 3     | Victor Kahn            | 3 | 6 | 3 | 6       | 12            |
| 4     | Marcel Duchamp         | 1 | 2 | 9 | 2       | 12            |
| R     | André Voisin           | 1 | 3 | 4 | 2,5     | 8             |

### 9. Lettland
| Platz | Land                | G | R | V | Brettp. | Mannschaftsp. |
| ----- | ------------------- | - | - | - | ------- | ------------- |
| 9     | Lettland            | 7 | 1 | 6 | 27,5    | 15            |
| Brett | Spieler             | G | R | V | Punkte  | Partien       |
| 1     | Fricis Apšenieks    | 1 | 7 | 6 | 4,5     | 14            |
| 2     | Vladimirs Petrovs   | 6 | 3 | 5 | 7,5     | 14            |
| 3     | Movsas Feigins      | 6 | 6 | 2 | 9       | 14            |
| 4     | Volfgangs Hāzenfuss | 5 | 3 | 6 | 6,5     | 14            |

### 10. England
| Platz | Land                         | G | R | V | Brettp. | Mannschaftsp. |
| ----- | ---------------------------- | - | - | - | ------- | ------------- |
| 10    | England                      | 3 | 3 | 8 | 27      | 9             |
| Brett | Spieler                      | G | R | V | Punkte  | Partien       |
| 1     | Mir Sultan Khan              | 4 | 6 | 4 | 7       | 14            |
| 2     | George Alan Thomas           | 3 | 2 | 6 | 4       | 11            |
| 3     | William Winter               | 3 | 7 | 1 | 6,5     | 11            |
| 4     | Reginald Price Michell       | 0 | 5 | 4 | 2,5     | 9             |
| R     | Conel Hugh O’Donel Alexander | 5 | 4 | 2 | 7       | 11            |

### 11. Italien
| Platz | Land                       | G | R | V | Brettp. | Mannschaftsp. |
| ----- | -------------------------- | - | - | - | ------- | ------------- |
| 11    | Königreich Italien         | 3 | 3 | 8 | 24,5    | 9             |
| Brett | Spieler                    | G | R | V | Punkte  | Partien       |
| 1     | Stefano Rosselli del Turco | 1 | 5 | 6 | 3,5     | 12            |
| 2     | Mario Monticelli           | 5 | 6 | 2 | 8       | 13            |
| 3     | Antonio Sacconi            | 3 | 2 | 4 | 4       | 9             |
| 4     | Federico Norcia            | 3 | 4 | 4 | 5       | 11            |
| R     | Alberto Campolongo         | 2 | 4 | 5 | 4       | 11            |

### 12. Dänemark
| Platz | Land            | G | R | V | Brettp. | Mannschaftsp. |
| ----- | --------------- | - | - | - | ------- | ------------- |
| 12    | Dänemark        | 4 | 1 | 9 | 22,5    | 9             |
| Brett | Spieler         | G | R | V | Punkte  | Partien       |
| 1     | Erik Andersen   | 3 | 6 | 4 | 6       | 13            |
| 2     | Jens Enevoldsen | 2 | 4 | 6 | 4       | 12            |
| 3     | Jacob Gemzøe    | 0 | 5 | 5 | 2,5     | 10            |
| 4     | Bjørn Nielsen   | 4 | 7 | 2 | 7,5     | 13            |
| R     | Julius Nielsen  | 2 | 1 | 5 | 2,5     | 8             |

### 13. Belgien
| Platz | Land                 | G | R | V  | Brettp. | Mannschaftsp. |
| ----- | -------------------- | - | - | -- | ------- | ------------- |
| 13    | Belgien              | 2 | 1 | 11 | 17      | 5             |
| Brett | Spieler              | G | R | V  | Punkte  | Partien       |
| 1     | Victor Soultanbéieff | 1 | 6 | 07 | 4       | 14            |
| 2     | Arthur Dunkelblum    | 1 | 9 | 04 | 5,5     | 14            |
| 3     | Marcel Engelmann     | 2 | 2 | 10 | 3       | 14            |
| 4     | Paul Devos           | 3 | 3 | 08 | 4,5     | 14            |

### 14. Island
| Platz | Land                | G | R | V  | Brettp. | Mannschaftsp. |
| ----- | ------------------- | - | - | -- | ------- | ------------- |
| 14    | Island              | 1 | 2 | 11 | 17      | 4             |
| Brett | Spieler             | G | R | V  | Punkte  | Partien       |
| 1     | Ásmundur Ásgeirsson | 2 | 3 | 09 | 3,5     | 14            |
| 2     | Eggert Gilfer       | 4 | 3 | 07 | 5,5     | 14            |
| 3     | Einar Þorvaldsson   | 2 | 5 | 07 | 4,5     | 14            |
| 4     | Þráinn Sigurðsson   | 2 | 3 | 09 | 3,5     | 14            |

### 15. Schottland
| Platz | Land                     | G | R | V  | Brettp. | Mannschaftsp. |
| ----- | ------------------------ | - | - | -- | ------- | ------------- |
| 15    | Schottland               | 1 | 1 | 12 | 14      | 3             |
| Brett | Spieler                  | G | R | V  | Punkte  | Partien       |
| 1     | William Albert Fairhurst | 2 | 8 | 04 | 6       | 14            |
| 2     | George Page              | 1 | 1 | 12 | 1,5     | 14            |
| 3     | Dugald MacIsaac          | 0 | 2 | 09 | 1       | 11            |
| 4     | Arthur MacKenzie         | 0 | 1 | 04 | 0,5     | 5             |
| R     | Robert Forbes Combe      | 1 | 8 | 03 | 5       | 12            |